# Passiflora microstipula
Passiflora microstipula är en passionsblomsväxtart som beskrevs av L.E. Gilbert och J.M. Macdougal. Passiflora microstipula ingår i släktet passionsblommor, och familjen passionsblomsväxter. Inga underarter finns listade i Catalogue of Life.